# Брейдаблік
У скандинавській міфології, Брейдаблік (Breiðablik) це палац Бальдра в Асґарді де він живе разом із своєю дружиною Нанною. Палац має срібний дах що його підтримують колони із золота.